# Nyodes dargei
Nyodes dargei är en fjärilsart som beskrevs av François Louis Nompar de Caumont de Laporte 1972. Nyodes dargei ingår i släktet Nyodes och familjen nattflyn. Inga underarter finns listade i Catalogue of Life.